# 半個吻
《半個吻》是鄺美雲的第六張國語專輯，於1995年1月推出，是她完全投入台灣市場後製作的第五張大碟，專輯的第一主打歌是《半個吻》，第二主打歌是《隱藏》。這也是她在台灣最後一張銷量較好的大碟。

## 曲目
| 曲序 | 曲名             | 曲     | 詞     | 編曲          | 附註     |
| 01   | 半個吻           | 方文良 | 方文良 | 洪敬堯        | 第一主打 |
| 02   | 隱藏             | 蔡議樟 | 謝明訓 | 張翰群 徐德昌 | 第二主打 |
| 03   | 痴心之罪         | 徐禹   | 劉世玲 | 洪敬堯        |          |
| 04   | 多留一個微笑給我 | 徐禹   | 施人誠 | 王繼康        |          |
| 05   | 愛終究將被遺忘   | 蔡議樟 | 蔡議樟 | 孫崇偉        |          |
| 06   | 用情太深         | 周治平 | 周治平 | 洪敬堯 徐德昌 | 第三主打 |
| 07   | 柔情似水         | 黃明洲 | 蕭雅智 | 王繼康        |          |
| 08   | 無怨無悔         | 林東松 | 謝明訓 | 李伯傑        |          |
| 09   | 不敢再愛你一次   | 郭子   | 丁曉雯 | 王繼康 徐德昌 |          |
| 10   | 悲傷的旋律       | 吳旭文 | 吳旭文 | 王繼康 徐德昌 |          |

## 唱片版本
- CD版
- 錄音帶版